# Gartenwalze

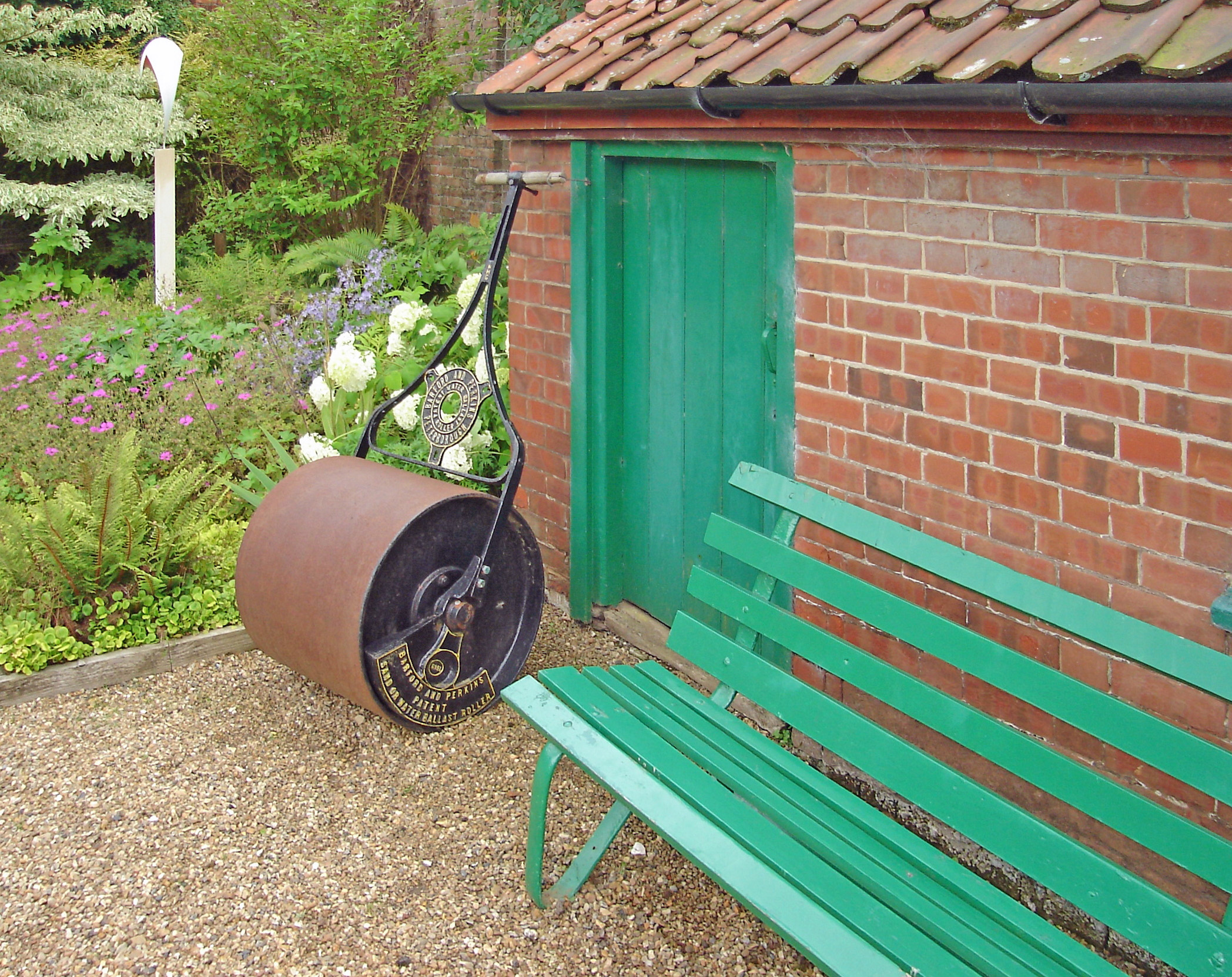
Gartenwalze

Eine Gartenwalze (auch Rasenwalze) ist ein Gartengerät, das als kleine Walze (Eigengewicht etwa 50 kg) der Beseitigung von Unebenheiten im Boden sowie dem Planieren und Eindrücken von Saatgut dient. Hierdurch wird der Boden nach der Aussaat verdichtet und dem Abfressen des Saatgutes, beispielsweise durch Vögel, vorgebeugt. Teilweise wird die Walze auch genutzt, um Muster in Rasen einzuarbeiten.
Die aus Stahl hergestellten Walzen gibt es entsprechend der Einsatzfläche in verschiedenen Größen und Breiten. Sie verfügen über einen langen Griff, der sich manchmal in der Höhe regulieren lässt, und werden gezogen oder geschoben oder durch Kleinfahrzeuge bewegt. Um einen höheren Anpressdruck zu erreichen, können sie mit Wasser (etwa 50 kg) oder Sand (bis 120 kg) befüllt werden. 
Somit gibt es eine Variation in Gewicht, Größe und Anwendungsweise. Die meisten Walzen verfügen außerdem über einen Schmutzabstreifer, der das Hochschleudern von Erdreich verhindert.

## Bemerkenswertes
Das prestigeträchtigste Tennisturnier der Welt, die Wimbledon Championships, wurde ins Leben gerufen, um eine Rasenwalze zu finanzieren.